# 巴德尔瓦
巴德尔瓦（Bhaderwah），是印度查谟-克什米尔邦Doda县的一个城镇。总人口10849（2001年）。

## 人口
该地2001年总人口10849人，其中男性6353人，女性4496人；0—6岁人口1112人，其中男598人，女514人；识字率76.23%，其中男性为83.85%，女性为65.46%。